# Weinflaschenkopf
Der Weinflaschenkopf (auch Weinflaschenkogel) ist ein 3008 m ü. A. hoher Berg in der Goldberggruppe der Zentralalpen in den österreichischen Bundesländern Kärnten und Salzburg.

## Lage und Umgebung
Der Gipfel des Weinflaschenkopf erhebt sich an der Grenze zwischen den Gemeinden Bad Gastein im Nordosten und Flattach im Süden und Westen. Östlich des Gipfels befindet sich der Gletscher Schlapperebenkees. Auf der Kärntner Seite erstreckt sich das Schigebiet Mölltaler Gletscher. Im Westen liegen auch der Eissee und weiter unten im Tal der Hochwurtenspeicher, südlich des Gipfels der Stübelesee.
Über die Duisburger Hütte in Flattach verläuft der Weitwanderweg Zentralalpenweg. Der Weinflaschenkopf zählt zu den 55 Gipfeln des Gasteinertals, für deren vollständige Besteigung der Gasteiner Gipfelkranz vergeben wird, die höchste Klasse der Gasteiner Wandernadeln des Österreichischen Alpenvereins.
Der Berg ist Teil eines Gebirgskamms, der das Nassfeld umrahmt. Der Kamm beginnt beim Kolmkarspitz und führt über das Niedersachsenhaus, den Neunerkogel, die Herzog-Ernst-Spitze, das Schareck, den Weinflaschenkopf, die Schlapperebenspitzen, die Murauer Köpfe, den Hinteren Geißlkopf, den Vorderen Geißlkopf und den Westerfrölkekogel bis zur Hagener Hütte am Niederen Tauern.

## Geschichte
Noch im 17. Jahrhundert wurde in der Gegend Gold abgebaut. Südöstlich des Weinflaschenkopf-Gipfels befindet sich ein aufgelassenes Bergwerk, die Strabaleben- oder Strabelebenbaue. Der Hauptstollen ist noch über 45 m tief zugänglich. Weitere Stollen sind eingestürzt.

## Geologie
Der Weinflaschenkopf besteht vor allem aus Granitgneis und Orthogneis des Tauernfensters (Penninikum). Hinzukommen Einschübe von Amphibolit und Eklogit.